# Kinesiska revolutionen
Med kinesiska revolutionen avses de händelser som ledde till utropandet av Folkrepubliken Kina 1 oktober år 1949. Revolutionens förlopp beskrivs i Kinesiska inbördeskriget.